# 선교사 자녀
선교사님 자녀, 또는 MK(영어: Missionary Kid)는 주로 개혁 교회 선교사를 부모로 두어, 해외에서 태어나거나 해외로 이주해 그 곳에서 자라난 아동들이다. 이들은 삼자 문화 자녀(Third Culture Kids)라는 단어로 분류된다. 이 단어는 MK들이 개혁 교회 선교사님들의 은퇴 이후 자신의 '집'이나 원래 국적을 가진 국가로 돌아왔을 때 돌아온 장소에서 이들을 분류하기 위해 특히 사용되며, 이들은 돌아왔을 때 자신의 '고향' 문화에 통합되거나 주변 사람들을 인지하는데 있어서 다양한 어려움을 경험한다. 이러한 결과는 역문화충격(Reverse culture shock)이라는 단어로 정의된다.

## 같이 보기
- 서드 컬처 키드